# Stjepan Vuković (arheolog)
Stjepan Vuković (Zagreb, 12. listopada 1905. – Varaždin, 15. studenog 1974.) bio je hrvatski arheolog. Postavio je temelje eksperimentalne arheologije u Hrvatskoj. Osnivač je arheološkog odjela Gradskog muzeja Varaždin.

## Životopis
Rođen je u Zagrebu 12. listopada 1905. Od 1946. do 1949. predavao je u varaždinskoj gimnaziji. Zatim je bio prvi kustos Prethistorijskog odjela (danas Arheološkog odjela) gradskog muzeja. U gradskom muzeju radio je do vlastitog umirovljenja 1964. Tijekom svog života otkrio je i iskopao veći broj arheoloških nalazišta kao što su: Bračkova pećina, Cerje Tužno, Krč, Malo Korenovo, Punikve, Velika pećina, Vilenica i Vindija. Umro je u Varaždinu 15. studenog 1974. Pokopan je na Gradskom groblju Varaždin.

## Značajna djela
- Vrpčasta keramika spilje Vindije, objavljeno u Arheološkom vestniku, 1957.
- Prilog špilje Vindije rješavanju kronologije krapinskog diluvia, objavljeno u Arheološkim radovima i raspravama, 1962.
- Paleolitska kamena industrija nalazišta Punikve kod Ivanca, objavljeno u Godišnjku Gradskog muzeja Varaždin, 1962. – 1963.
- Donjepaleolitska oruđa od valuća tipa »Pebble Tool« na području sjevernog dijela Hrvatskog zagorja, objavljeno u Arheološkom vestniku, 1967.

## Vanjske poveznice
- Stjepan Vuković Hrvatska enciklopedija